# Пастушье
Пастушье (укр. Пастуше) — село в Чортковской городской общине Чортковского района Тернопольской области Украины.
Население по переписи 2018 года составляло 450 человек. Почтовый индекс — 48509. Телефонный код — 3552.